# Фортеці Дагу
38°58′38″ пн. ш. 117°42′19″ сх. д. / 38.977129085418° пн. ш. 117.70529660929° сх. д.
Фортеці Дагу, Форти Дагу, або ж фортеці Байхім (кит. спр. 大沽炮台, піньїнь: Dàgū Pàotái, спр. 大沽炮台, піньінь Dàgū Pàotái або кит. спр. 白河碉堡, піньїнь: Báihé Diāobǎo спр. 白河碉堡, піньїнь Báihé Diāobǎo) — фортеці, розташовані в гирлі річки Хайхе в районі Тангу міста центрального підпорядкування Тяньцзінь на північному сході КНР. Вони розташовані в 60 км від центру міста Тяньцзінь.

## Історія
Перша фортеця була побудована в еру Чжу Хоуцун династії Мін. Вона повинна була захищати Тяньцзінь від іноземних загарбників. Протягом Опіумних воєн вона була розширена, були також побудовані п'ять великих і двадцять малих фортець.

### Друга Опіумна війна
У травні 1858 року британський адмірал Майкл Сеймур отримав наказ захопити фортеці Дагу. У червні 1858 року було підписано тяньцзінську угоду, що дозволяє іноземцям торгувати в Тяньцзіні.
У 1859 році, після відмови Китаю у встановленні в Пекіні іноземних дипломатичних місій, вже інший британський адмірал Джеймс Грант знову атакував фортеці Дагу, але британці зазнали поразки.
У 1860 році англо-французькі війська зустрілися в Гонконзі висадилися в Бейтане 12 серпня та успішно атакували фортеці Дагу 21 серпня. Фортеці сильно постраждали та війська генерала Сенгерінчена змушені були відійти. 26 вересня війська досягли Пекіна і захопили місто до 13 жовтня.

### Боксерське повстання
Під час Боксерського повстання (1899—1901), фортеці були захоплені силами міжнародної коаліції, що вдерлися в Китай (Альянс восьми держав) в ході Битви за Дагу в червні 1900 р. За результатами війни, більшість фортець були демонтовані.

### Сучасність
2 фортеці збереглися по сьогоднішній день: одна на південному, інша на північному березі річки Хайхе. Південна фортеця реставрувалася в 1988 році й відкрилася для відвідувачів у червні 1997 року. На північ від неї з дороги Хайфан видна друга, не реставрована фортеця.

## Галерея

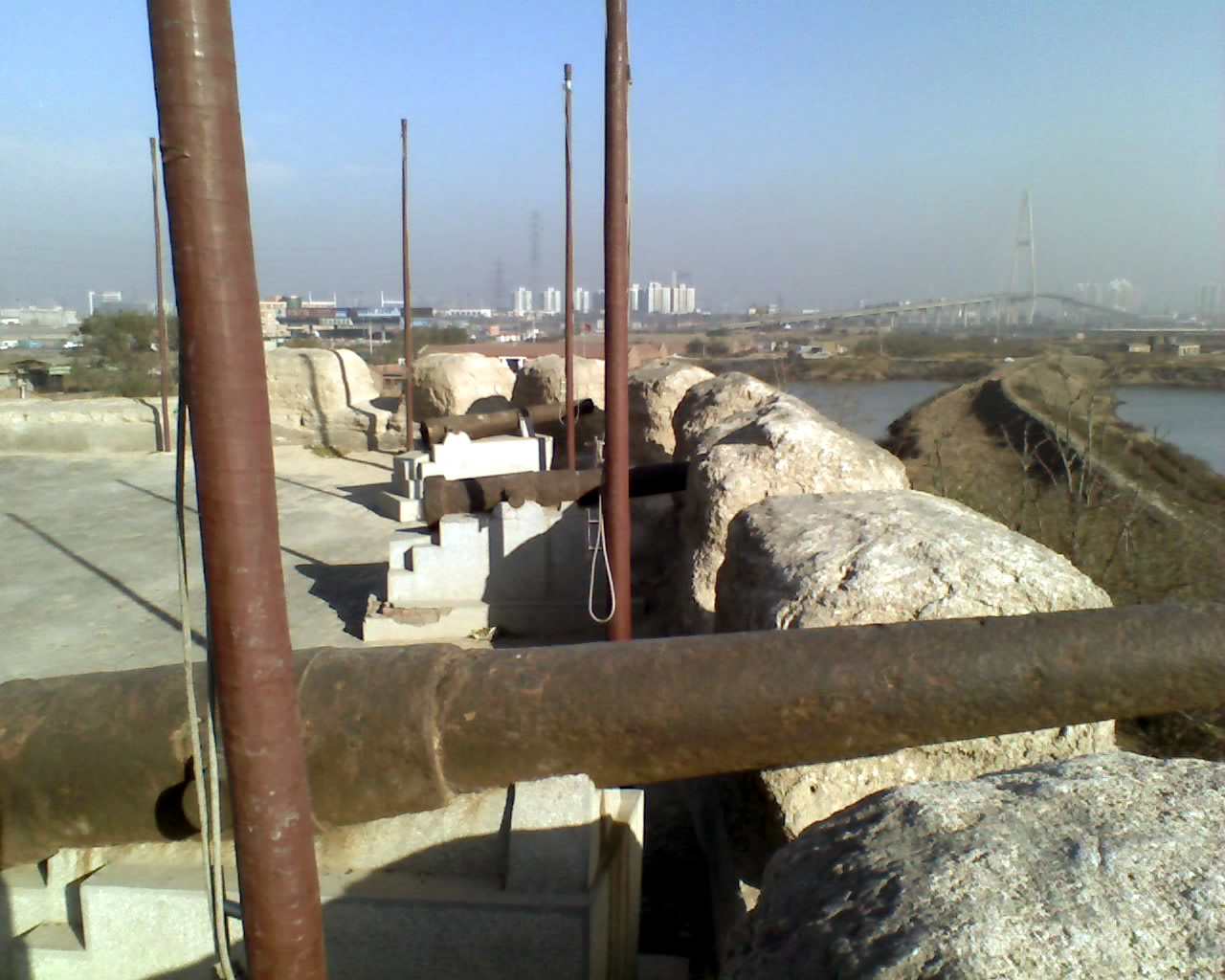
Знаряддя фортеці Дагу
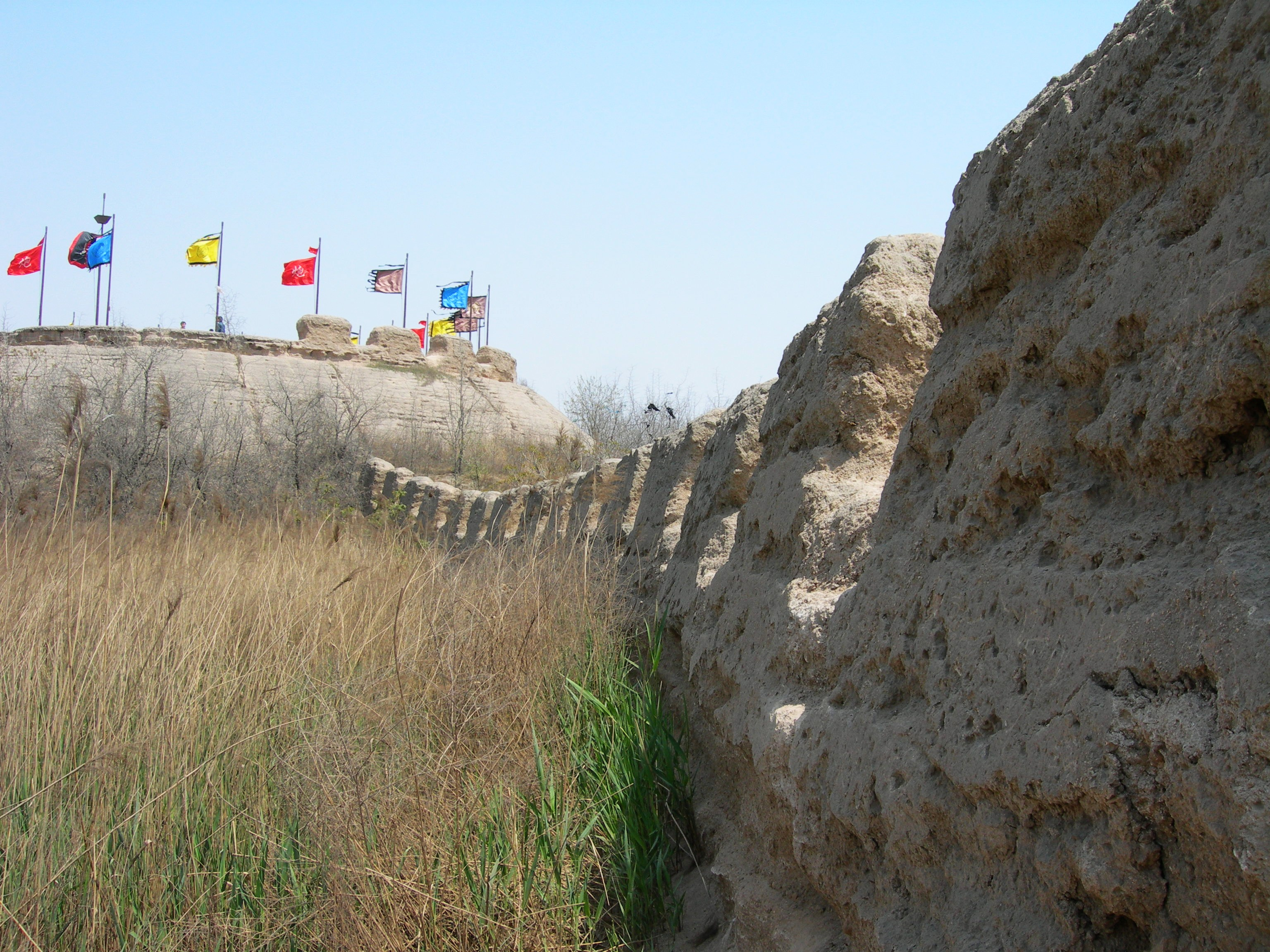
Вид на фортеці Дагу, 2006 рік